# جو كيربي
جو كيربي (بالإنجليزية: Joe Kirby)‏ هو محامي أمريكي، ولد في 5 أكتوبر 1863، وتوفي في 8 فبراير 1926.